# Неса 86
Эстадио Неса 86 (исп. Estadio Neza 86) — футбольный стадион, находящийся в городе Несауалькойотль (Мексика). Расположен на территории главного кампуса Технологического университета Несауалькойотля. Принимал матчи чемпионата мира по футболу 1986 года.

## История
Стадин был открыт в 1981 году под названием «Хосе Лопес Портильо» на территории Технологического университета Несауалькойотля. Он был переименован в «Неса 86» в рамках подготовки к чемпионату мира по футболу 1986 года. Певец Род Стюарт посетил турнир 13 июня во время матча Шотландия — Уругвай, а Диего Марадона присутствовал на игре Дании и Уругвая. Во время матча Шотландии против Уругвая рефери Жоэль Кинью показал самую быструю красную карточку на чемпионате мира за 56 секунд от начала матча.
Арена являлась домашней для профессиональных футбольных команд «Депортиво Неса», «Потрос Неса» и «Торос Неса». В 2002 года был реконструирован и приспособлен для временной прописки «Атланте».
В 2007 году здесь проходил финал Национальной конференции студенческой лиги ONEFA по американскому футболу между командами «Буррос Бланкос» и «Пумас Акатлан», завершившийся победой первых.
В 2009 году стадион использовался командой «Атланте УТН» во время выхода в Примеру А.
11 декабря 2010 года было официально объявлено, что филиал Monarcas Morelia «el Mérida FC» переезжает в Несауалькойотль. Новым названием клуба стало Club Neza. Он в своём первом сезоне вышел в полуфинал Лиги Ассенсо. В «Клаусуре 2013» команда выиграла турнир и получила право сыграть в финале за выход в Примеру, который они в итоге проиграли клубу «Ла-Пьедад». В конце сезона 2012—2013 команда была продана новым владельцам, которые преобразовали франшизу в Delfines del Carmen и покинули этот стадион.
Из-за особенностей территории, на которой расположен стадион, он подвергся проседанию на трибунах в южной части. В 2013 году губернатор штата Эрувьель Авилья Вильегас объявил, что стадион будет реконструирован за счёт инвестиций в размере 100 миллионов песо. Однако этого не произошло.
В 2020 году заново создан клуб «Неса» для участия в Liga de Balompié Mexicano, руководство клуба предоставило планы по реконструкции стадиона совместно с правительством штата. Сначала команде приходилось проводить свои матчи в других местах, потому что городской совет не дал необходимое разрешение на игру здесь, но 28 ноября футбол вернулся на этот стадион матчем между командами «Неса» и «Атлетико Капиталино».

### Чемпионат мира по футболу 1986
| Дата         | Матч                  | Зрители |
| ------------ | --------------------- | ------- |
| 4 июня 1986  | Шотландия 0-1 Дания   | 18 000  |
| 8 июня 1986  | Уругвай 1-6 Дания     | 26 000  |
| 13 июня 1986 | Уругвай 0-0 Шотландия | 20 000  |